# Still, Still, Still (canción navideña)
«Still, still, still» es un villancico y una canción de cuna austriaca.
La canción consiste de una melodía popular del distrito de Salzburgo. Apareció por primera vez en 1865 en una colección de canciones populares de Vinzenz Maria Süss (1802–1868), fundador del Museo de Salzburgo. Las letras describen la paz del niño Jesús y su madre mientras le cantan al bebé para que se duerma. Han cambiado ligeramente a lo largo de los años, la versión moderna en alemán estándar sigue atribuyéndose a Georg Goetsch (1895-1956). Hay varias traducciones al inglés.

## Letra
Still, still, still, weil 's Kindlein schlafen will.
Maria tut es niedersingen,
ihre keusche Brust darbringen.
Still, still, still, weil 's Kindlein schlafen will.
Schlaf, schlaf, schlaf, mein liebes Kindlein, schlaf!
Die Englein tun schön musizieren,
vor dem Kripplein jubilieren.
Schlaf, schlaf, schlaf, mein liebes Kindlein, schlaf!
Groß, groß, groß, die Lieb' ist übergroß.
Gott hat den Himmelsthron verlassen
und muss reisen auf den Straßen.
Groß, groß, groß, die Lieb' ist übergroß.
Auf, auf, auf, ihr Adamskinder auf!
Fallet Jesum all' zu Füßen,
weil er für uns d'Sünd tut büßen!
Auf, auf, auf, ihr Adamskinder auf!
Wir, wir, wir, wir rufen all' zu dir:
Tu uns des Himmels Reich aufschließen,
wenn wir einmal sterben müssen.
Wir, wir, wir, wir rufen all' zu dir.

### Versión inglesa
Still, still, still, He sleeps this night so chill.
The Virgin's tender arms enfolding,
Warm and safe the Child are holding.
Still, still, still, He sleeps this night so chill.
Sleep, sleep, sleep, He lies in slumber deep.
While angel hosts from heav'n come winging,
Sweetest songs of joy are singing.
Sleep, sleep, sleep, He lies in slumber deep.